# 1724 год в России
Царствование Петра I и Екатерины I

## События

### Январь
- 20 (31) января в Сенате император подписал определение «об Академии»[1]
- 22 января (2 февраля) Пётр I утвердил проект положения об  Академии наук, университете и гимназии при ней[1]
- 27 января (7 февраля) начал работать Сестрорецкий оружейный завод
- В январе 1724 года за значительные злоупотребления А. Д. Меншиков был смещён с должности президента Военной коллегии. На его место назначен А. И. Репнин.

### Февраль
- 8 (19) февраля Пётр I издал указ об учреждении в Петербурге Академии наук и Академической гимназии (ныне — университет)[2]
Основываясь на этой дате, 7 июня 1999 года указом президента России Б. Н. Ельцина 8 февраля был учреждён День российской науки[3].

### Март
- 14 марта Фридрих-Вильгельм I утвердил Гумбиннен (совр. Гусев) как место пребывания образованной "Литовской депутации" — органа управления "литовской", восточной половиной Восточной Пруссии. С этого момента и до 1945 года здесь пребывало правительство самого восточного округа государства

### Май
- 27 (7) мая состоялась коронация Екатерины I.
- 25 мая считается днём основания города Гусева (тогда Гумбиннен). Это день первого заседания городского магистрата[4]
- В мае 1724 года за значительные злоупотребления А. Д. Меншиков был смещён с должности генерал-губернатора Санкт-Петербургской губернии. На его место назначен  П. М. Апраксин

### Июнь
- 23 (12) июня подписан Константинопольский договор, разграничивающий сферы влияния Российской и Османской империй в Закавказье

### Ноябрь
- 8 (19) ноября царь Пётр I бросается в холодную Неву спасать тонущих солдат (именно это вскоре приведёт к тяжёлой простуде, вызвавшей смерть Петра).

### Декабрь
- 23 декабря 1724 (3 января 1725) года началась экспедиция Витуса Беринга

### События без конкретной даты
- Полевской медеплавильный завод выдал первый металл.
- Основан Санкт-Петербургский монетный двор.
- На Адмиралтейских верфях создали первую подводную лодку крестьянина Ефима Никонова.
- Петром I учреждён ордена святого Александра Невского «За труды и Отчество» для награждения за выдающиеся заслуги в деле государственности и воинской славы.
- В городе Кунгур был открыт кожевенный завод, ставший градообразующим предприятием.
- Основан город Нальчик.
- Города Кёнигсберг, Лёбенихт и Кнайпхоф объединены как Кёнигсберг (с 1946 года — Калининград)
- На территории нынешней Саратовской области основаны сёла: Большая Ольшанка, Кологривовка, Большие Копены.[5]
- При Новодевичьем монастыре был открыт приют на 250 человек для девочек-подкидышей[6].

## Родились
- Святой Тихон Задонский
- Кропотов, Иван Иванович — русский переводчик, военачальник и дипломат.
- 13 ноября – Измайлов, Пётр Иванович – офицер гвардии, известный своей преданностью Петру III.